# Julius Heinrich Schwarze
Julius Heinrich Schwarze (Dresda, 1706 circa – Dresda, 21 ottobre 1775) è stato un architetto tedesco.

## Biografia
Dopo la morte del suo maestro Johann Christoph Knöffel, nel 1752, divenne capo architetto al servizio degli elettori di Sassonia e creò numerosi edifici all'interno dell'Elettorato, secondo Fritz Löffler probabilmente il Palais Vitzthum-Schönburg e il Palais Moszinska e in particolare il Coselpalais di Dresda.
Fu anche personalmente coinvolto nell'ampliamento del Palazzo Taschenberg e nel completamento della chiesa cattolica di corte a Dresda, nella ricostruzione della città di Suhl, distrutta da un incendio nel 1754, e nella costruzione del ponte sull'Elba a Torgau. I primi piani per la demolizione delle fortificazioni di Dresda vennero approntati da Schwarze nel 1760, ma non furono attuati per ragioni militari. A causa della sua progressiva cecità abbandonò l'attività nel 1763.

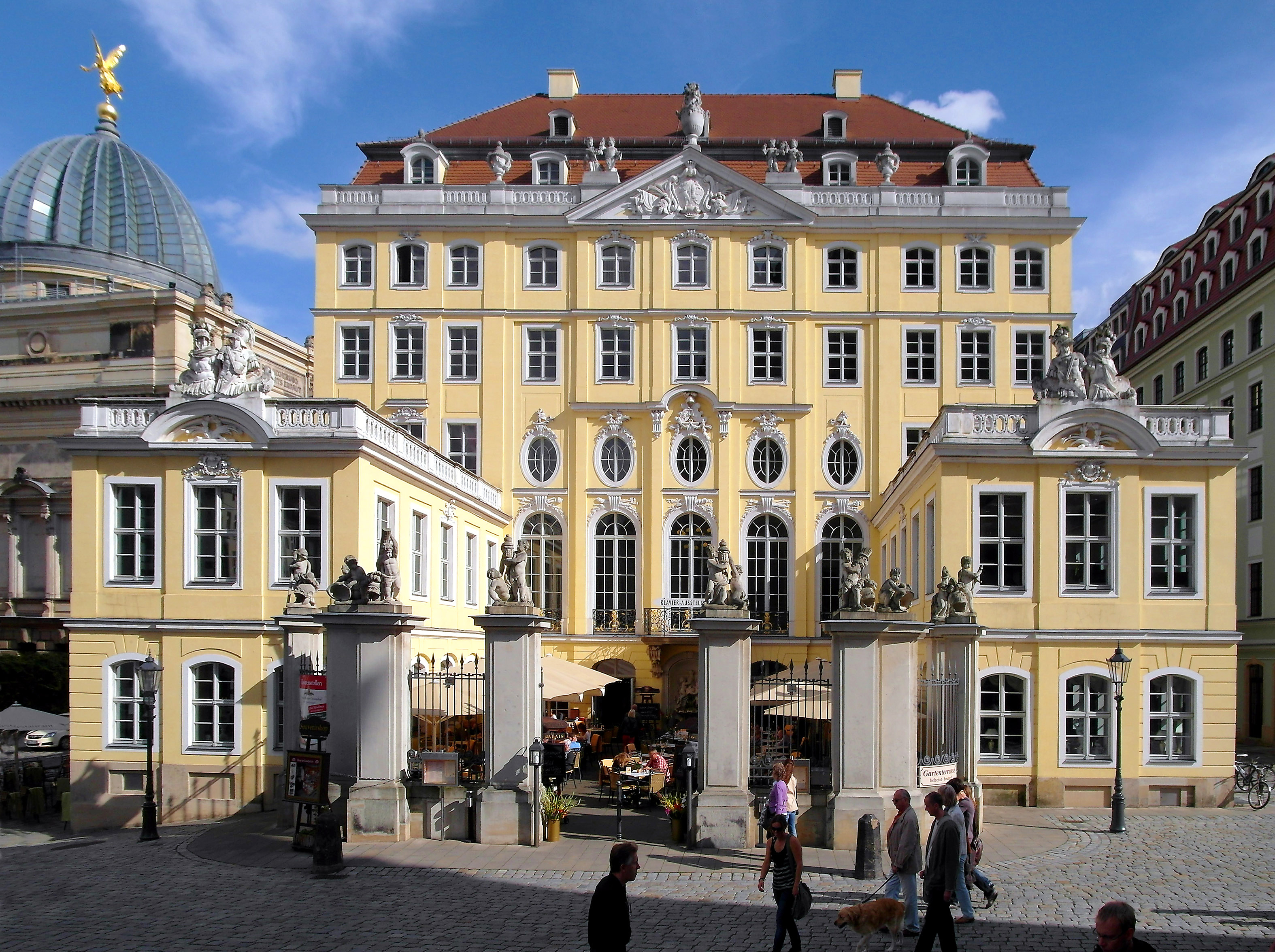
Coselpalais
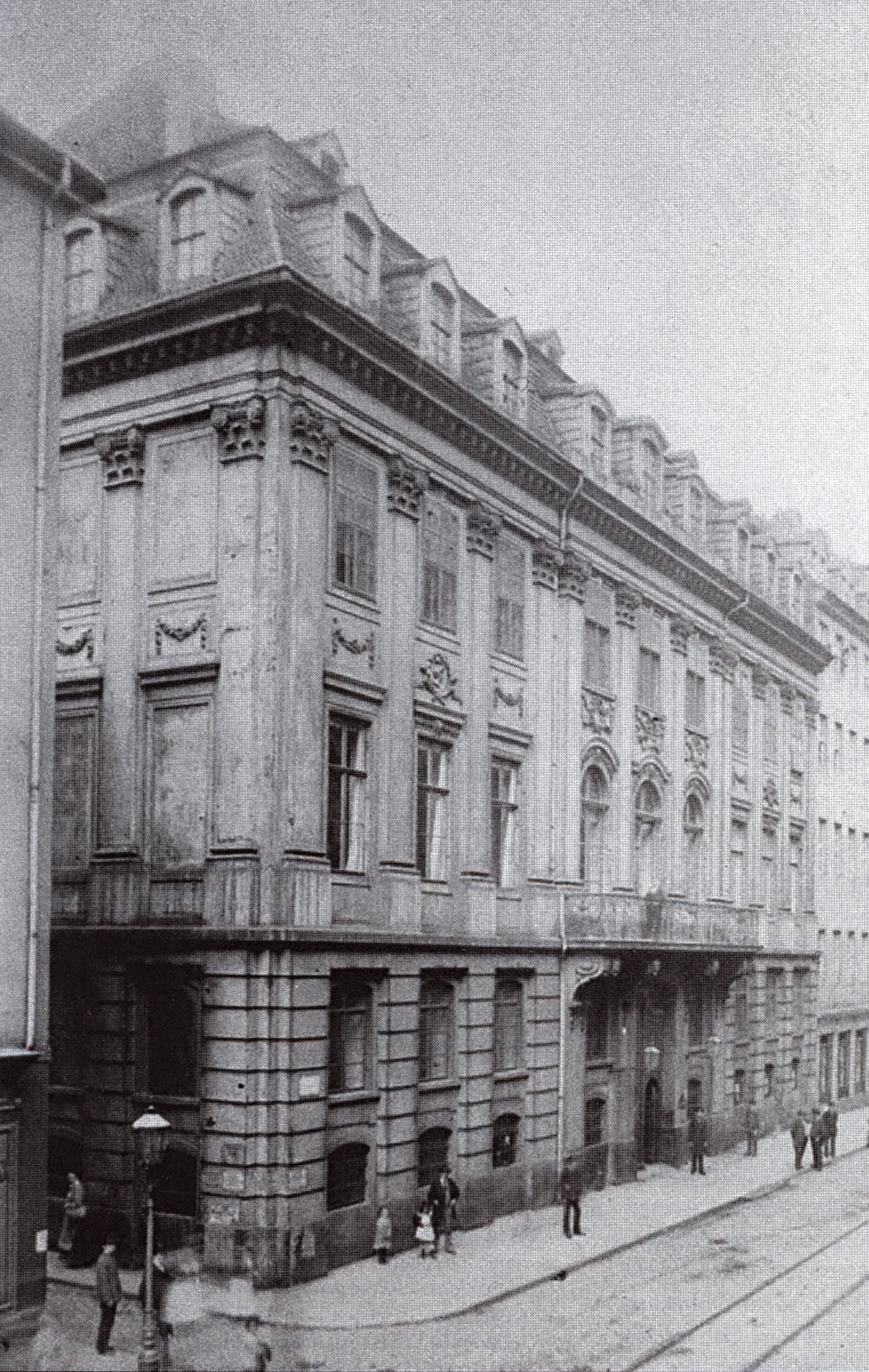
Palais Vitzthum-Schönburg
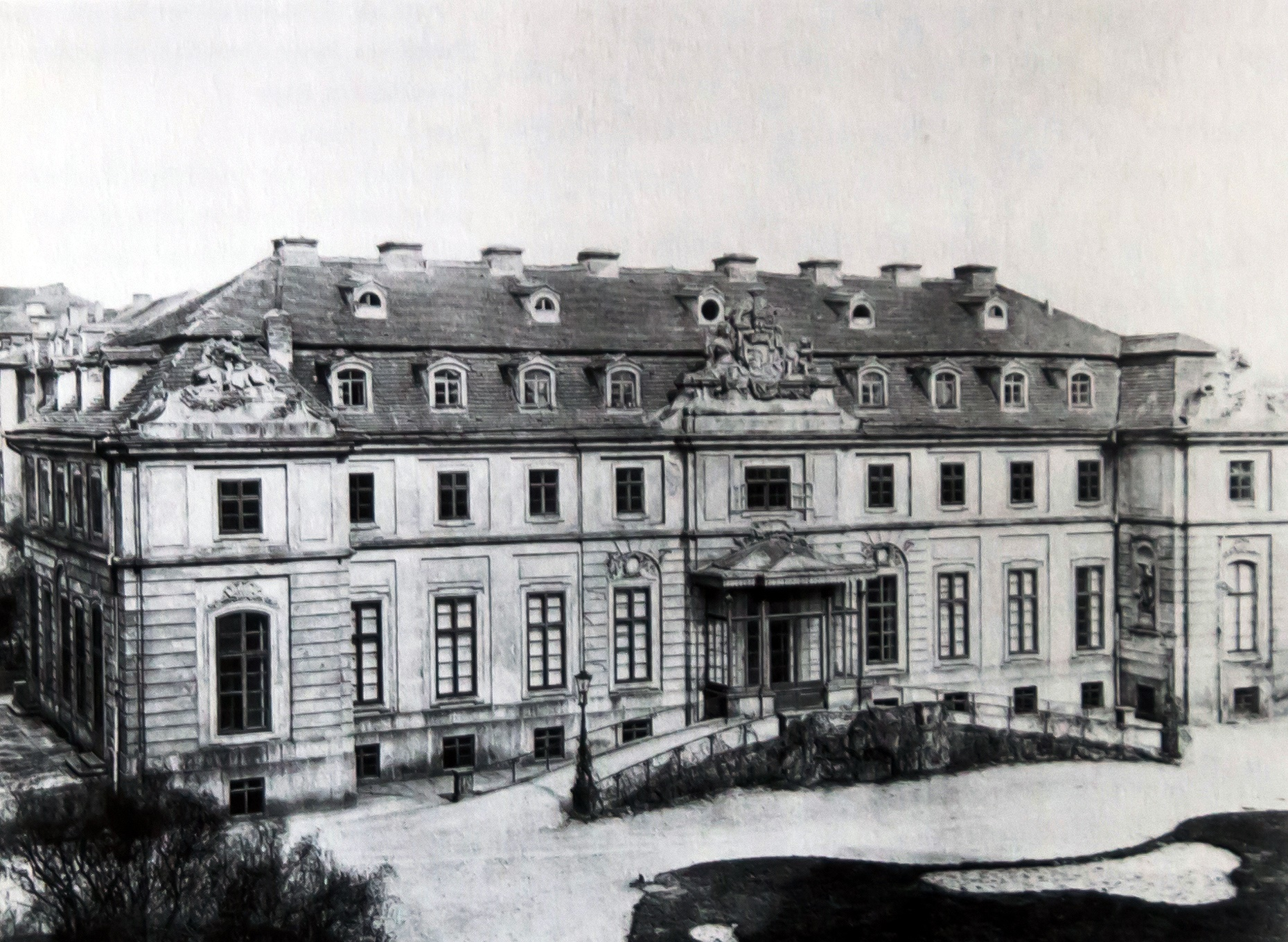
Palais Moszinska